# Ky-Mani Marley
 (janvier 2022).
Si vous disposez d'ouvrages ou d'articles de référence ou si vous connaissez des sites web de qualité traitant du thème abordé ici, merci de compléter l'article en donnant les références utiles à sa vérifiabilité et en les liant à la section « Notes et références ».
 (janvier 2022).
 (mai 2015).
Ky-Mani Marley est un chanteur de reggae né le 26 février 1976 à Falmouth, en Jamaïque.

## Biographie
Fils de Bob Marley et d'Anita Belnavis, championne de tennis de table, son prénom, Ky-Mani, signifie en Afrique de l'Est, « voyageur aventureux ».
Il perd son père à l'âge de 5 ans, mais garde un bon souvenir de lui et se souvient qu'il l'emmenait souvent en promenade avec lui.[réf. nécessaire]
En 1985, à l'âge de 9 ans, il partira vivre aux États-Unis avec sa mère Anita. Adolescent, Ky-Mani s'intéresse au sport et fera des études sportives et à l'initiative de sa mère, il prit des cours de piano et de guitare.
Puis Ky-Mani devient un admirateur des morceaux Ska des années 1960 faits par son père avec Les Wailers, il leur trouve une particularité.[réf. nécessaire] C'est ainsi qu'à l'âge de 20 ans, il devint rasta et laissa ses dreadlocks pousser.
Il commence sa carrière musicale en 1995, avec un premier single Unnecessary Badness. En 1996, à l'âge de 20 ans, Ky-Mani signe chez Shang Records et sort son tout premier album, Like Father Like Son (« Tel père, tel fils »), un album de 22 morceaux dont 11 titres qui sont des reprises de Bob et 11 autres (à la suite de chacun) qui sont des versions Dub. On peut déjà s'apercevoir que Ky-Mani est un jeune homme bourré de talent et dont la voix vibre comme celle de son défunt père.
En 1997, il participe à une chanson et à un clip avec P.M. Dawn, le titre hip-hop Gotta Be... Movin' On Up qui sort en single en France en 1998.
En 1999, il sort son second album, The Journey (« le voyage »), un album avec des titres allant du Reggae, R'N'B au Rap/Hip-Hop ou même encore au Funk. Les talents de Ky-Mani sont multiples et cet album nous le démontre. On remarque que les influences de Ky-Mani vont du Reggae au Rap. Ky-Mani peut avoir une voix R'N'B tout comme une voix comme les chanteurs de hip-hop.
En 2001 arrive l'album Many More Roads (« quelques routes de plus »), un album cette fois plutôt orienté vers le Reggae et son message.
En 2003, une compilation du nom de Milestone paraît.
Toujours en 2003, Ky-Mani obtient un rôle dans le film jamaïcain One Love qui aura un énorme succès auprès du public[réf. nécessaire] et qui fera de Ky-Mani une star encore plus célèbre. Le DVD est sorti en France.
À la suite de son succès  dans One Love l'acteur a été redemandé pour le film Shottas, qui traite de la violence en Jamaïque, où Ky-mani partage l'affiche avec Spragga Benz et Wyclef Jean.
Il a aussi fait une chanson avec le chanteur Alborosie qui porte le nom de Natural Mystic qui est une reprise de la chanson du même nom de Bob Marley son père. Ky-Mani fait partie du groupe The Marley Bros (« les frères Marley »), un groupe composé avec ses demi-frères Ziggy, Julian, Stephen et Damian, qui se réunit pour des concerts.
En 2010, il participe au titre de Protoje, Rasta Love.
En 2014, il se produit au festival des Vieilles Charrues (France), où il interprète de nombreuses chansons de son père.
En juillet 2017, il se produit au Summer Vibration Reggae Festival de Sélestat (France) où il interprète deux titres inédits.
En juillet 2024, il se produit au Pyrène festival de Bordes (France) ou il interprète plusieurs de ses titres et 3 de son père.

## Discographie
- Like Father Like Son (1996)
- The Journey (2000)
- Many More Roads (2001)
- Milestone (2004)
- Radio (2007)
- Evolution of a Revolution (2010)
- New Heights (single) (2012)
- Maestro (2015)
- Conversations with Gentleman (2016)

## Filmographie
- One Love (Durée : 1 h 40 min. Année de production : 2003) (Source : Allociné.com)
- Shottas (Tourné en 1999 et sorti en 2007)

## Sources et références
1. ↑  Ky-Mani Marley en concert lors du festival des Vieilles Charrues 2014.
2. ↑  « Summer Vibration Festival », sur Summer Vibration (consulté le 18 mars 2024)
3. ↑  « Pyrène Festival - 4, 5 & 6 juillet 2024 » (consulté le 7 juillet 2024)